# Пахаронсільйо
Пахаронсільйо (ісп. Pajaroncillo) — муніципалітет в Іспанії, у складі автономної спільноти Кастилія-Ла-Манча, у провінції Куенка. Населення — 84 особи (2010).
Муніципалітет розташований на відстані близько 180 км на схід від Мадрида, 37 км на схід від Куенки.

## Демографія
Динаміка населення (INE ):